# 佣钦错
佣钦错也称佣尖错（藏語：ཡུམ་ཆེན་མཚོ།，威利转写：yum chen mtsho，THL：Yumchen Tso）位于中国西藏自治区那曲市尼玛县境内，地处尼玛县中南部。滨湖山体环抱，湖岸陡峭。湖面海拔4797米，面积17.9平方公里。湖区年均气温0～2℃，年均降水量150～200毫米。